# Jean-Marc Garcia
Pas d'image ? Cliquez ici

a Compétitions nationales et continentales officielles uniquement.

b Matchs officiels uniquement.
Jean-Marc Garcia, né le 22 avril 1971, est un joueur de rugby à XIII français.

## Biographie
Il découvre le rugby à XIII à Saint-Estève intégrant le club de l'AS Saint-Estève. Il s'y construit un palmarès important en raison de la domination du club dans les années 1990 en France avec un titre de Championnat de France en 1993 et trois titres de Coupe de France en 1993, 1994 et 1995. Il tente en 1995 une expérience en Angleterre avec Sheffield et inaugure avec ce club la Super League. Il revient en France 1997 à Saint-Estève remportant de nouveau le Championnat de France en 1998 et la Coupe de France en 1998. En 2000, il rejoint le projet de l'Union treiziste catalane (qui devient plus tard les Dragons Catalans) et remporte un dernier titre de Coupe de France en 2001. Il termine sa carrière à Lézignan.
Fort de ses performances en club, il est sélectionné à plusieurs reprises en équipe de France entre 1991 et 2000 prenant part aux éditions de la Coupe du monde en 1991, 1995 et 2000 prenant le capitanat à de multiples reprises.

### Participation à la Coupe du monde 2000
Composition de l'équipe de France :

## Palmarès
- Collectif :
  - Vainqueur du Championnat de France : 1993 et 1998 (Saint-Estève).
  - Vainqueur de la Coupe de France : 1993, 1994, 1995, 1998 (Saint-Estève) et 2001[1] (Union treiziste catalane).
  - Finaliste du Championnat de France : 1992, 1995 et 2000 (Saint-Estève).

- Individuel :
  - Nommé meilleur joueur du Championnat de France : 1995 (Saint-Estève).